# Mount Strickland
Mount Strickland är ett berg i Kanada. Det ligger i territoriet Yukon, i den västra delen av landet. Toppen på Mount Strickland är 4 260 meter över havet.
Den högsta punkten i närheten är Mount Wood, 4 842 meter över havet, 8,5 km öster om Mount Strickland. Det finns inga samhällen i närheten.
Trakten runt Mount Strickland är permanent täckt av is och snö.